# Zelmira

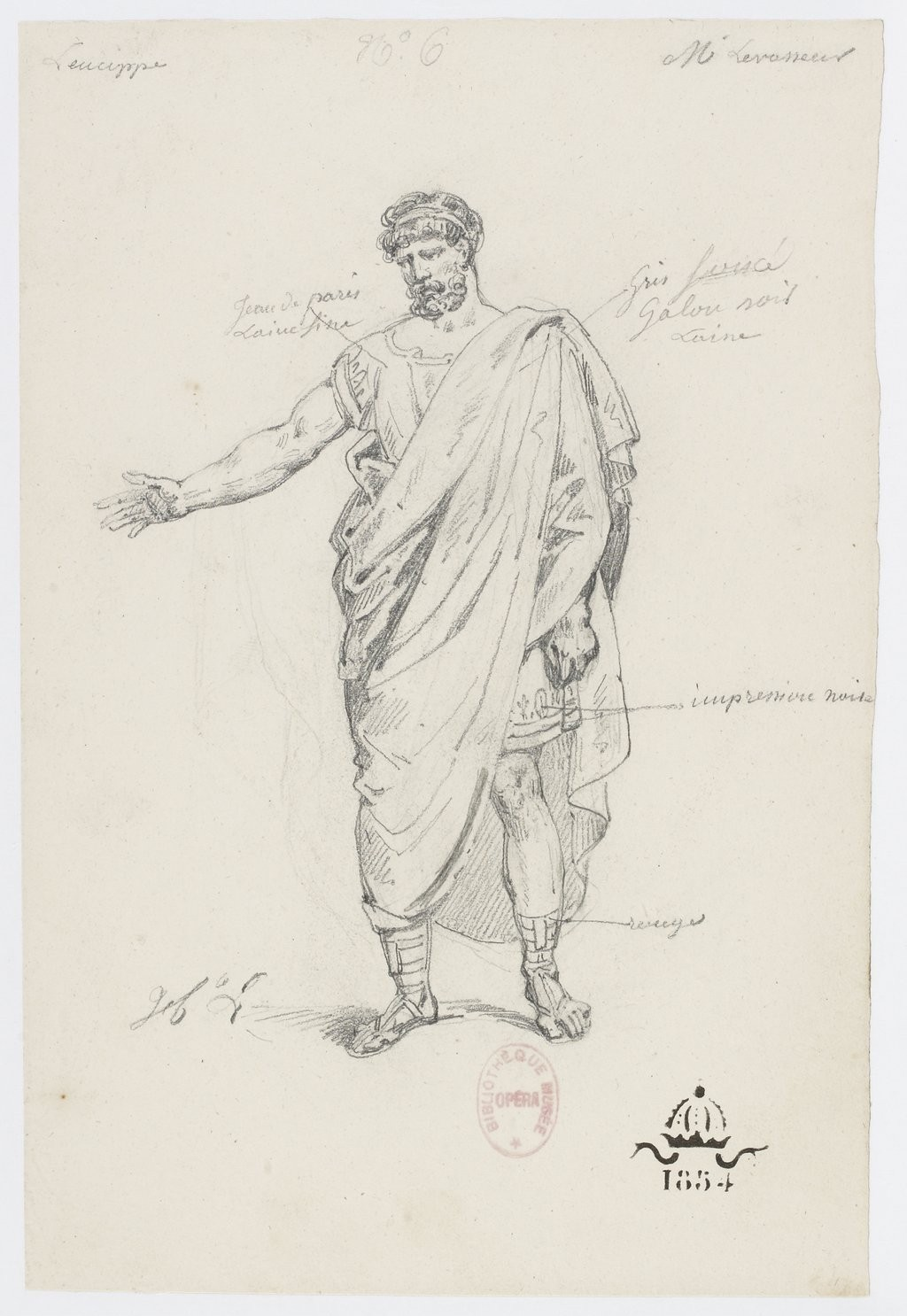
Croquis pour l'opéra Zelmira - Paris 1826

Zelmira est un opéra en deux actes de Gioachino Rossini, sur un livret d'Andrea Leone Tottola inspiré de Zelmire par Dormont de Belloy.
Il a été créé au Teatro San Carlo de Naples le 16 février 1822 ; il s'agit du dernier opéra dit « napolitain » de Rossini.

## Synopsis
L'action se déroule à Lesbos, dont le père de Zelmira est le roi. L'intrigue est complexe et offre de nombreux rebondissements autour des thèmes de l'usurpation et de la trahison, sur fond de convoitise de la couronne de Lesbos.

## Distribution
| Rôle                                                                                                  | Typologie vocale | Distribution de la première à Naples, le 16 février 1822 (Direction: Nicola Festa) |
| --- | ---------------- | ---------------------------------------------------------------------------------- |
| Polidoro, Roi de Lesbos                                                                               | basse            | Antonio Ambrosi                                                                    |
| Zelmira, sa fille                                                                                     | soprano          | Isabella Colbran                                                                   |
| Emma, sa confidente                                                                                   | contralto        | Anna Maria Cecconi                                                                 |
| Ilo, Prince de Troie et époux de Zelmira                                                              | ténor            | Giovanni David                                                                     |
| Antenore, un usurpateur de Mytilène                                                                   | ténor            | Andrea Nozzari                                                                     |
| Leucippo, son confident ; un général                                                                  | baryton-basse    | Michele Benedetti                                                                  |
| Eacide, un suivant du Prince Ilo                                                                      | ténor            | Gaetano Chizzola                                                                   |
| Le grand prêtre de Jupiter                                                                            | basse            | Massimo Orlandini                                                                  |
| Les prêtres, la foule, l'armée de Mytilène, les suivants d'Ilo, le jeune fils (silencieux) de Zelmira |                  |                                                                                    |

## Instruments
Composition de l'orchestre :
- cordes
- 2 flûtes/piccolos
- 2 hautbois / cors anglais
- 2 clarinettes
- 2 bassons
- 4 cors
- 2 trompettes
- 3 trombones
- timbales ; grosse caisse ; cymbales
- harpe

## Critique
Si l'aspect narratif est souvent critiqué pour son incohérence, l'audace musicale de l’œuvre de Rossini reste l'objet de l'admiration de nombreux connaisseurs ; toutefois, il s'agit d'un des opéras les moins connus du compositeur italien. Les partitions vocales sont connues pour leur richesse et leur difficulté, notamment les parties pour ténors. L'aria finale de Zelmira (Riedi al soglio), dont il existe trois versions, est souvent considérée comme l'une des plus difficiles du répertoire de mezzo-soprano ou soprano coloratura.

## Sources et références
1. ↑  Dormont de Belloy, Zelmire, Duchesne, 1762 (lire en ligne)
2. ↑  (it) Amadeusonline.net
3. ↑  Piotr Kaminski, Mille et un opéras, Fayard, coll. « Les indispensables de la musique », 2003, 1819 p. (ISBN 978-2-213-60017-8), p. 1356
4. ↑  (en) Centre d'études de l'opéra italien, université de Chicago, Présentation d'une édition critique, 2005 (lire en ligne)
5. ↑  Critique d'une version de l'Opéra de Lyon